# Fulusi Jiao
Fulusi Jiao är en klippa bland Spratlyöarna i Sydkinesiska havet. Kina betraktar den som sitt territorium, något som inte erkänns av grannländer som Vietnam och Taiwan.